# Triclorobenceno

1,2,3-Triclorobenceno

1,2,4-Triclorobenceno

1,3,5-Triclorobenceno

Triclorobenceno (TCB), es una mezcla de 3 isómeros clorados derivados del benceno con la fórmula molecular C6H3Cl3:
- 1,2,3-Triclorobenceno
- 1,2,4-Triclorobenceno
- 1,3,5-Triclorobenceno[1]

## Características generales
Es por lo general un líquido incoloro o sólido cristalino con olor aromático característico. Son poco solubles en agua y miscibles en disolventes orgánicos y no son inflamables. Cuando se descomponen a elevadas temperaturas, generan humos tóxicos que incluyen ácido clorhídrico (HCl).